# Locomotiva kkStB 170
La locomotiva gruppo 170 delle kkStB era una locomotiva a vapore con tender di costruzione austroungarica progettata per il servizio su linee ad andamento difficile e di valico.

## Storia
Le locomotive erano tutte di costruzione austriaca e cecoslovacca; vennero immatricolate nel gruppo 170 dalle kkStB e nel gruppo 30 dalla Südbahn. La costruzione delle unità, progettate tra 1895 e 1896 da Karl Gölsdorf, uno dei migliori progettisti austriaci di locomotive a vapore, venne iniziata nel 1897 e si concluse nel 1921 a guerra già finita; la maggior parte delle unità fu comunque realizzata negli anni del conflitto.
Le locomotive facevano parte di tutto un programma di potenziamento del trasporto sulla linea dell'Arlberg e sulle linee previste dall'Alpenbahnprogramm che comprendeva la realizzazione, il completamento e il potenziamento dei vari itinerari valico interessanti l'impero e il sud della Germania e gli sbocchi verso i porti dell'Adriatico
La fine della guerra portò allo smembramento non solo dell'impero ma anche delle ferrovie con ripartizioni di infrastrutture e di materiale rotabile tra cui le locomotive del gruppo ex 170. A beneficiare del maggior numero di macchine furono le ferrovie della Cecoslovacchia che tra l'altro ebbero anche le 71 locomotive costruite dopo. Le ČSD ne ebbero complessivamente 368 unità classificate nel gruppo 434.0. Le ferrovie federali austriache neocostituite (BBÖ) ne ottennero 235 unità provenienti, in numero di 228 dalla ex kkStB e 7 dalla ripartizione ex Sudbahn. Le ferrovie della Polonia (PKP) ebbero assegnate 146 locomotive e le Ferrovie dello Stato italiane 116 unità che ebbero l'immatricolazione come gruppo 729. Infine le ferrovie della Jugoslavia ebbero assegnate 34 locomotive.
In seguito all'Anschluss del 1938 tutte le unità funzionanti vennero reimmatricolate come DR gruppo 56.3101-3309. Dopo la fine della seconda guerra mondiale le macchine sopravvissute vennero ancora una volta ridivise tra i vari stati: poche decine rimaste in Austria mantennero la classificazione di gruppo tedesca e furono accantonate entro la metà degli anni cinquanta ad eccezione di 16 unità acquisite dalla ferrovia Graz-Köflach per il trasporto merci dalle miniere di carbone che sopravvissero fino agli inizi degli anni settanta, altre proseguirono il loro servizio in Polonia, Jugoslavia e Cecoslovacchia dove però vennero ricostruite, modificate e reimmatricolate nel gruppo 434.2. Eccetto otto unità nessuna locomotiva è sopravvissuta fino agli anni ottanta.

## Caratteristiche
La locomotiva venne realizzata a vapore saturo, a 2 cilindri e a doppia espansione, con caldaia tarata a 13 bar. La superficie complessiva di riscaldamento era di 227 m² con una capacità oraria di produzione di vapore asciutto di 12.500 kg. La caratteristica costruttiva che balzava subito all'occhio era quella dei due duomi uniti da un grosso tubo orizzontale che servivano a concentrare il vapore più possibilmente secco per mandarlo ai cilindri.
Il forno delle locomotive era progettato per garantire la combustione di carbone di buona qualità ed aveva la superficie di griglia di 3,35 m².
Nelle prove effettuate la locomotiva si dimostrò capace di sviluppare fino a 1200 CV (880 kW) di potenza massima; a 28 km/h sviluppava 700 kW continui.
Era una macchina progettata per privilegiare più che la velocità, 60 km/h (a seconda delle versioni), la versatilità (era adatta a molti ruoli) e soprattutto la possibilità d'uso nelle linee di valico e molto tortuose. Il rodiggio era a 4 assi accoppiati, che garantivano lo spunto anche in condizioni difficili, con carrello portante anteriore tipo Adams anteriore; il modesto peso assiale, di 14,3 t per asse, metteva le macchine in grado di circolare anche su linee secondarie o ad armamento non perfettamente curato. Per facilitare l'inscrivibilità in curva (fino al raggio minimo di 80 m) il primo e il quarto degli assi accoppiati erano in grado di traslare 21 mm per lato.
La massa complessiva era in media di 68 t e quella aderente di circa 58 t
Era dotata di impianto frenante a vuoto Hardy dato che gran parte del materiale rimorchiato austriaco era con sistema frenante a vuoto.

## Locomotive conservate
La maggior parte di esse provengono dalle ČSD:
- ex kkStB 170.98, a Most in Repubblica Ceca
- ex kkStB 170.133, a Graz in Austria
- ex kkStB 170.162, al Museo ferroviario di Lužna in Repubblica Ceca
- ex kkStB 170.194, a Zlonice in Repubblica Ceca
- ex kkStB 170.264, nel Museo ferroviario di Lubiana in Slovenia
- ex kkStB 170.323, in Repubblica Ceca
- ex kkStB 170.560, a Košice in Slovacchia
- ex DÖStB 170.666, a Benešov in Repubblica Ceca